# برد پیکت
برد پیکت (انگلیسی: Brad Pickett؛ زادهٔ ۲۴ سپتامبر ۱۹۷۸) ورزشکار هنرهای رزمی ترکیبی اهل بریتانیا است.
او همچنین در فیلم مبارز در قفس بازی کرده‌است.